# Scottish Division One 1914/1915
Dvacátý pátý ročník Scottish Division One (1. skotské fotbalové ligy) se konal od 15. srpna 1914 do 27. dubna 1915.
Soutěže se zúčastnilo opět 20 klubů a vyhrál ji podvanácté ve své historii Celtic FC. Nejlepšími střelci se staly dva hráči: Thomas Gracie (Heart of Midlothian FC) a James Richardson (Ayr United FC), kteří vstřelili 29 branek.